# Patryk Pełka
Patryk Pełka (ur. 7 czerwca 1989) – polski koszykarz grający na pozycji silnego skrzydłowego, obecnie zawodnik Rawlplug Sokoła Łańcut.
W swojej karierze rozegrał 80 meczów w Polskiej Lidze Koszykówki. Mistrz Polski i zdobywca Pucharu Polski z sezonu 2014/2015. Były reprezentant Polski do lat 20. W latach 2015–2017 zawodnik klubu Miasto Szkła Krosno.
Pełka zadebiutował w rozgrywkach ligowych seniorów na poziomie centralnym w sezonie 2007/2008, gdy był zawodnikiem AZS-u Politechniki Warszawskiej i Polonii 2011 Warszawa. W obu tych klubach występował jednocześnie do końca sezonu 2009/2010, w którym, w barwach Polonii 2011, zadebiutował w Polskiej Lidze Koszykówki. Przez kolejne 2 sezony (2010/2011 w I lidze i 2011/2012 w PLK) grał w AZS-ie Politechnice, w drugim z nich rozgrywając 37 meczów w najwyższej klasie rozgrywkowej. W sezonie 2012/2013 reprezentował Start Gdynia, w barwach którego wystąpił w 30 spotkaniach Polskiej Ligi Koszykówki. W kolejnych rozgrywkach (2013/2014) wraz ze Startem Lublin występował ponownie w I lidze. Latem 2014 roku podpisał dwuletni kontrakt ze Stelmetem Zielona Góra. W sezonie 2014/2015 występował także w drugoligowej drużynie rezerw Stelmetu – Muszkieterach Nowa Sól. Z zespołem z Zielonej Góry w sezonie 2014/2015 zdobył mistrzostwo Polski, jednak w ciągu całych rozgrywek ligowych zagrał łącznie tylko około 45 minut. W lipcu 2015 roku został zawodnikiem I-ligowego wówczas klubu Miasto Szkła Krosno.
4 stycznia 2017 został zawodnikiem II-ligowego zespołu R8 Basket AZS Politechnika Kraków.
Reprezentant kraju do lat 20, uczestnik mistrzostw Europy w tej kategorii wiekowej w 2008 roku w rywalizacji dywizji B.
9 lipca 2018 dołączył do I-ligowego STK Czarni Słupsk. 3 lipca 2020 zawarł umowę z Sokołem Łańcut.

## Osiągnięcia
(Stan na 23 maja 2021)
Drużynowe
- Zdobywca pucharu Polski PZKosz (2017)[9]
- Brązowy medalista I ligi (2021)[10]

Reprezentacja
- Uczestnik mistrzostw Europy U–20 Dywizji B (2008 – 13. miejsce)